# Antsiranana II
Antsiranana II is een district van Madagaskar in de regio Diana. Het district is gelegen rondom de stad Antsiranana. Het district telt 99.885 inwoners (2011). Het district heeft een oppervlakte van 6.025 km² verdeeld over 16 gemeentes. De grootste stad in het district is Anivorano Nord met circa 15.000 inwoners.